# Monastère de Barisis-aux-Bois
La prévôté de Barisis-aux-Bois est un ancien monastère bénédictin, situé à Barisis-aux-Bois (Aisne) suivant la règle de saint Colomban fondée vers 661 et dépendant de l'abbaye de Saint-Amand.

## Histoire
En 661, Childéric II et Bilichilde donnent le domaine de Barisis, avec les personnes, les terres, maisons, vignes, bois et prairies qui en dépendent, à saint Amand, qui choisit, le lieu-dit Faverolae, pour y fonder, sous la règle de saint Colomban, avec le consentement de l'évêque Attola, un petit monastère, qu'il dédie à saint Pierre et à saint Paul. Saint Amand vient l'habiter avec douze religieux pour évangéliser le pays. Saint Amand le quitte quelque temps après, pour aller remplir les fonctions d'abbé à Elnone. Louis le Débonnaire, sur la demande formelle de l'abbé d'Elnone, Adaléode, confirme, le 29 juin 822, la suprématie d'Elnone sur l'abbaye de Barisis, reconnue par le roi Charles-le-Simple, en 889 et en 906.
Le prieuré forme une enclave au milieu des possessions des sires de Coucy, elle jouit des droits de haute justice et le lieutenant du prévôt exerce les fonctions judiciaires, n'hésitant pas, en 1256, à pendre de nuit et sans jugement d'échevins, un serf Enguerrand IV de Coucy. Les procédés arbitraires et violents du prévôt de Barisis et de son lieutenant ont laissé dans l'esprit d'Enguerrand IV et de ses prévôts des sentiments de rancune. En 1267, Enguerrand IV de Coucy obtient la garde du prieuré de Barisis.
L'abbé de Saint-Amand, ou le prieur de ce monastère, envoyait à Barisis trois ou quatre religieux pour y célébrer les offices divins et y vivre régulièrement, sous la direction d'un prévôt amovible.
Après la conquête de Tournai par Charles Quint, 1521-1522, la prévôté de Barisis est en proie aux usurpations de la France, qui tantôt en confisque les biens par représailles, tantôt en confie l'administration à un prêtre séculier ou à quelque moine mondain sous prétexte que cette prévôté constitue un établissement français. Ces excès trouve leur excuse dans les prétentions de l'église de Laon, qui soutient que la maison de Barisis, fondée par saint Amand, avant le monastère d'Elnon, n'a jamais été incorporée à cette abbaye, qu'elle forme un monastère distinct, indépendant, soumis comme tel à la juridiction de l'évêque de Laon. L'existence des religieux est ainsi très précaire à Barisis. Selon Jules Desilve, Ils n'y vont qu'à regret, par esprit d'obéissance. « Les murs et les jardins sont délabrés, l'édifice est vaste, les sept étangs poissonneux, la forêt voisine couverte d'une belle futaie. Le réfectoire semble vide, quand deux ou trois moines s'y réunissent pour le repas. Avec ses trois autels, ses deux lutrins et ses huit stalles presque inoccupées, la vieille église a l'air d'attendre des religieux qui ne rentrent pas ». Toujours selon Desilve, de toutes les constructions destinées à servir d'asile aux religieux de Saint-Amand, la maison prévôtale de Barisis était la seule qu'il convînt, à raison des dangers continuels qu'elle courait, de laisser dans son état de dépérissement.
La prévôté est confisquée par Louis XIII en 1629. Le 10 novembre de la même année l'abbé de Saint-Amand, Nicolas du Bois, obtient de Philippe IV des lettres qui l'autorisent à saisir par représailles « les biens, fruits et revenus appartenant à des églises, bénéfices et offices ecclésiastiques du royaume de France »; et le 2 mars 1630 il paie 80 livres 8 sols tournoi à deux huissiers du conseil de Flandre « pour les debvoirs de divers saisissements par eux faicts à l'instance de mondict Seigneur à la charge de diverses biens appartenans aux gens ecclésiastiques de France ».
Le 13 février 1790, l'Assemblée constituante prononce l'abolition des vœux monastiques et la suppression des congrégations religieuses. Il ne reste que trois bénédictins qui quitte la prévôté en avril 1790. Le couvent est vendu le 28 mars 1791, comme bien national, avec deux moulins à eau, un tordoir et 36 arpents 86 verges, moyennant 116 400 livres.

## Liste des prévôts
D'après Delsive et Matton
- ~661 : bienheureux André (†688)
- 831 : Léon
- Robertus (†920), comte de Paris et ministre du palais de Charles le Chauve
- 1473 : Jehan Ledouch
- 1507 : Charles de Hangest, évêque de Tournai
- 1512 : Guillaume Bolart ou Bollart dit  de Bruxelles, abbé de Saint-Amand de 1513 à 1518.
- 1531 : Hilaire Rogier, chanoine et chantre de l'église de Poitiers
- 1541 : Jean du Mez[9], natif de Tournai[10].
- 1554 : Louis de Bourbon-Vendôme, cardinal
- 1575 : Etienne Leclerc (†1587)
- 1587 : Jean Lejongleur
- 1608 : Pasquier ou Pasques Dumont[11].
- ~1610 : Jehan Dumetz.
- ~1619 ou 1624 : Gilles Demay ou de Man[11].
- 1653 : Corneille de Beauffremez (†1657)[12].
- 1657 : Remacle de Thouars[13].
- 1660 : Donat Sauvaige, bachelier en théologie, prieur et seigneur administrateur de la terre, seigneurie et prévôté de Barisis[13].
- 1672: Richard Bourquel
- 1675 : Benoit Legrand[14].
- 1676 : Etienne Lefebure ou Lefebvre[15].
- 1678 : Landelin Delacroix
- 1691 : Philippe Doutreteau
- 1696 : Gozée
- 1704 : Landelin Delacroix.
- 1709 : Boniface Oudart
- 1721 : Etienne Baclar
- 1732 : Cassiodore de Rophy
- 1733 : Boniface Oudart
- 1754 : Jean-Baptiste Sacré
- 1778 : Meurant Mouton.
- 1782-1790 : Pierre de France (1712-†1804)

## Droit de patronage et dîmage
L'abbaye de Saint-Amand a le droit d'élire et de pourvoir aux cures des églises dont elle est patron, de prêtres qu'elle présente à l'ordination de l'évêque diocésain. C'est le droit de patronage, de présentation à l’évêque et de nomination d'un desservant aux églises ou cures (paroisses) où elle percevait les grosses dîmes.
Elle présentait à l'évêque pour la nomination à la cure de Barisis-aux-Bois, un moine de Saint-Amand, nommé par l’abbé lui-même et qui touchait sur les revenus de la prévôté, un traitement ou pension de 300 livres, plus un droit de dîme sur la portion de territoire de la paroisse non affranchie par la prévôté.
Gauthier, évêque de Laon, conféra en 1152 à l'abbaye les églises de Fresnes et de Septvaux. Cette abbaye conserva jusqu’en 1790 le droit de présentation à la cure de ces églises mais elle en abandonnait souvent l’exercice à la prévôté de Barisis.

## Patrimoine foncier
L'abbaye de Saint-Amand possédait le monastère de Barisis et ses dépendances, le domaine de Barisis ; la terre de Sinceny ; un manoir  sous les murs de Laon ; une vigne située à l'extrémité du territoire de Crépy.
Le domaine de Barisis comprenait à Barisis même, une mense seigneuriale ; à la ferme du Crottoir, des bois ; à Pierremande des terres, et une mense seigneuriale comprenant des terres, des prés, des bois et 22 maisons d'ingénus ; à ferme de Lahorbe, une mense seigneuriale comprenant 18 menses d'ingénus, des terres et des prés ; à Marcilly des vignes et 11 menses de serfs.
En 831, Louis le Pieux rendit à son vassal Léon, qui tenait l'abbaye de Barisis-aux-Bois en bénéfice, la forêt de Coulommiers, contiguë à une forêt royale et usurpée pendant le règne de Pépin le Bref par le maire du fisc de Barisis.
En 1147, un acte portant la suscription d’Enguerrand II de Coucy fait remise aux moines de Saint-Amand du precium transitus du charroi de vin passant par La Fère et qui mène à l’abbaye le produit des récoltes du prieuré de Barisis et des revenus (vinage) qui y sont versés et rassemblés.
L'abbé de Saint-Amand, seigneur de Barisis, exerce un droit d'afforage « personne ne peut vendre vin, que premièrement il ne soit afforé par les officiers ou par autres commis par le prévost. Et pour chaque pièce de vin se donne un pot de vin. un pain, un quartier de fromage, un fagot et une chandeille ». Ce droit était tombé en désuétude en 1673.
Au XVIIIe siècle, la prévôté de Barisis possédait encore deux pièces de terre à Faucoucourt.